# Guyencourt-sur-Noye
Guyencourt-sur-Noye és una comuna al departament francès del Somme, dins la regió dels Alts de França. Guyencourt-sur-Noye forma part del cantó de Boves, que al seu torn forma part de l'arrondissement d'Amiens. L'alcalde de la ciutat és Henri Moser (2001-2008). L'any 1999 tenia 201 habitants. Guyencourt-sur-Noye és a poca distància d'Ailly-sur-Noye.